# پنتسر ۳۵(تی)
پنتسرکمپف‌واگن ۳۵(تی) (به آلمانی: Panzerkampfwagen 35(t)) که عموماً اختصارا پنتسر ۳۵(تی) (به آلمانی: Panzer 35(t)) خوانده می‌شود، یک تانک سبک طراحی شده در چکسلواکی بود که غالباً توسط آلمان در جریان جنگ جهانی دوم به‌کاربرده شد. حرف تی در عنوان این تانک مخفف واژه آلمانی "tschechisch" به معنای "ساخت چک" است. از عنوان رسمی تانک سبک مدل ۳۵ (به چکی: Lehký tank vzor 35، اختصارا: LT vz. 35) در ارتش چکسلواکی برای این تانک استفاده می‌شد.
در مجموع ۴۳۴ عراده از این تانک تولید گردید که ۲۴۴ عراده از آن‌ها هنگام سلطه بر بوهمی و موراویا به غنیمت آلمانی‌ها درآمد، ۵۲ عراده به اسلواکی تعلق گرفت و مابقی به بلغارستان و رومانی صادر شد.

## طراحی و توسعه
ماه اکتبر سال ۱۹۳۴ نیروی زمینی چکسلواکی فرمانی مبنی طراحی دو پیش‌نمونه از یک تانک متوسط با عنوان S-11-a صادر نمود که تا سال بعد آماده شد. آزمایش این دو پیش‌نمونه از ماه ژوئن سال ۱۹۳۵ آغاز گردید و موجب هویدا گشتن مشکلات زیادی در طراحی با عجله آن‌ها گردید. بدون انتظار برای اصلاح این مشکلات سفارش تولید ۱۶۰ عراده از این تانک در ماه اکتبر سال ۱۹۳۵ ارائه گردید. در مواجهه با مشکلات، تانک‌های تحویل داده شده جهت اعمال تغییرات به شرکت اشکودا بازگردانده شدند. تعداد ۱۳۸ عراده دیگر برای نیروی زمینی چکسلواکی سفارش گشت که LT vz 35 نام گرفتند. بدنه این تانک از صفحات پیچ‌ومهره شده به ضخامت ۱۲ تا ۳۵ میلی‌متری ساخته شده بود. جایگاه تیربارچی در جلو سمت چپ تانک قرار داشت و یک مسلسل ۷.۹۲ میلی‌متری به او تعلق گرفته بود. راننده در سمت راست تیربارچی می‌نشست. فرمانده که توپچی نیز بود، به همراه بارگذار درون برجک در مرکز بدنه می‌نشست. تسلیحات اصلی شامل یک توپ ۳۷.۲ میلی‌متری Skoda vz 34 و یک مسلسل ۷.۹۲ میلی‌متری ZB 35 هم‌محور در سمت راست آن بود. مجموعا ۷۲ گلوله برای توپ و ۱۸۰۰ فشنگ برای مسلسل‌ها حمل می‌شد. موتور و سیستم انتقال قدرت در پشت بدنه قرار داشت. سیستم انتقال قدرت دارای شش دنده جلو و یک دنده عقب بود. سیستم تعلیق در هر طرف شامل ۸ چرخ کوچک جاده (چهار جفت) بود و چرخ زنجیر در عقب قرار داشت. چهار چرخ نیز حالت بالای شنی را حفظ می‌کردند. یک ویژگی نامرسوم تانک تقویت انتقال قدرت و چرخش با هوای فشرده بود تا خستگی راننده را کاهش یابد و تانک بتواند با سرعت بالا در فواصل طولانی حرکت نماید.
رومانی نیز ۱۲۶ عراده از این تانک تحت عنوان R-2 سفارش نمود. به تدریج بیشتر مشکلات بر طرف شد و تانک شهرت مناسبی یافت. از این تانک به کشورهای اتریش، بلغارستان، پرو، ترکیه، سوئد، سوئیس، رومانی، لتونی و مجارستان صادر گردید.
پس از ورود به چکسلواکی، در ابتدا ۲۴۴ دستگاه از این تانک به دست آلمانی‌ها افتاد. آلمانی‌ها تانک‌های به دست آمده را پنتسرکمپف‌واگن ۳۵(تی) نامیدند. شرکت اشکودا ۲۱۹ عراده دیگر از این تانک برای نیروی زمینی آلمان تولید کرد.

## تاریخچه عملیاتی
تانک سبک مدل ۳۵ نخستین بار سال ۱۹۳۷ وارد خدمت در نیروی زمینی چکسلواکی شد.
کمبود تانک در نیروی زمینی آلمان سبب تجهیز لشکر ششم زرهی در نبرد فرانسه در سال ۱۹۴۰ به پنتسر ۳۵(تی) گردید. از هفده لشکر زرهی آلمان در هنگام آغاز عملیات بارباروسا، تهاجم به شوروی در ماه ژوئن سال ۱۹۴۱، شش لشکر غالبا به تانک‌های ساخت چکسلواکی از جمله پنتسر ۳۵(تی) مجهز بودند. این تانک‌ها به خدمت در ورماخت تا سال ۱۹۴۲ ادامه دادند. پس از آن در وظایف دیگری چون کشیدن ادوات توپخانه و به عنوان خودروی تعمیر استفاده شد.

## مشخصات فنی

### مشخصات عمومی
- خدمه: ۴ نفر

#### ابعاد
- طول: ۴۹۰۰ میلی‌متر
- عرض: ۲۰۵۵ میلی‌متر
- ارتفاع: ۲۳۷۰ میلی‌متر
- فاصله کف از سطح زمین: ۳۵۰ میلی‌متر
- حداکثر عمق عبور از آب: ۸۰۰ میلی‌متر
- عرض شنی: ۳۲۰ میلی‌متر

#### وزن
- وزن بارگیری شده: ۱۰.۵ تن
- فشار بر سطح: ۰.۵۱ کیلوگرم بر سانتی‌متر مربع

#### پیشرانه
- نیرومحرکه: یک موتور بنزینی شش سیلندر Skoda خنک‌شونده با مایعات: ۱۲۰ اسب بخار (۸۹ کیلو وات)[۱]

#### زره
- بدنه:
  - جلو: ۲۵ میلی‌متر
  - اطراف: ۱۶ میلی‌متر
- برجک:
  - جلو: ۲۵ میلی‌متر
  - اطراف: ۱۶ میلی‌متر

### عملکرد
- حداکثر سرعت: ۳۴ کیلومتر بر ساعت
- حداکثر برد:
  - ۱۹۰ کیلومتر در جاده
  - ۱۱۵ کیلومتر خارج از جاده
- عبور از موانع:
  - حداکثر زاویه: ۴۱ درجه
  - حداکثر عرض سنگر: ۲ متر
  - حداکثر ارتفاع: ۸۰ سانتی‌متر

### تسلیحات
- یک توپ KwK L/39.4 کالیبر ۳۷ میلی‌متر: ۷۸ گلوله
  - وزن گلوله: ۸۱۵ گرم
  - سرعت گلوله هنگام شلیک: ۶۹۰ متر بر ثانیه
  - قدرت نفوذ در زره در زاویه ۳۰ درجه:
    - ۱۰۰ متر: ۳۷ میلی‌متر
    - ۵۰۰ متر: ۳۱ میلی‌متر
    - ۱۰۰۰ متر: ۲۶ میلی‌متر
    - ۱۵۰۰ متر: ۲۲ میلی‌متر
- دو مسلسل ام‌گه ۳۷(تی) کالیبر ۷.۹۲ میلی‌متر: ۲۷۰۰ فشنگ[۴]